# Drowners (album)
Drowners je debutové album indie rockové kapely Drowners. Bylo vydáno 28. ledna 2014. 

## Seznam skladeb
| Pořadí | Název                      | Délka |
| ------ | -------------------------- | ----- |
| 1.     | Ways to Phrase a Rejection | 1:46  |
| 2.     | Long Hair                  | 1:48  |
| 3.     | Luv, Hold Me Down          | 2:50  |
| 4.     | Watch You Change           | 2:42  |
| 5.     | You've Got It All Wrong    | 1:50  |
| 6.     | Unzip Your Harrington      | 2:31  |
| 7.     | Pure Pleasure              | 2:42  |
| 8.     | Bar Chat                   | 2:12  |
| 9.     | A Button on Your Blouse    | 3:13  |
| 10.    | Let Me Finish              | 2:31  |
| 11.    | Well, People Will Talk     | 2:27  |
| 12.    | A Shell Across the Tongue  | 2:00  |